# Julius Lazarus
Julius Lazarus  (* 6. April 1847 in Neusalz an der Oder; † 1916) war ein deutscher Mediziner.
Lazarus studierte Medizin in Berlin und wurde dort 1872 promoviert. Von 1874 bis 1876 war er Assistent von Ludwig Traube am Jüdischen Krankenhaus in Berlin, später war er dort Assistent von Heinrich Jacobsohn. Ab 1876 war er Leiter des pneumatischen Instituts und der Poliklinik für innere Hals- und Nasenkrankheiten am Jüdischen Krankenhaus und ab 1980 leitender Arzt der inneren Abteilung. und Sanitätsrat.
Er veröffentlichte unter anderem über Asthma, Inhalations- und Pneumatotherapie, Krankenpflege unter anderem von schweren Fällen von Tuberkulose, Einfluss von hohem Luftdruck auf den Blutdruck, Einfluss der Reize auf die Nasenschleimhaut auf die Bronchialmuskulatur.
Er trug zur Real-Encyclopädie der gesammten Heilkunde von Albert Eulenburg bei. 

## Schriften
- Handbuch für Krankenpflegerinnen und Familien, Springer 1897